# 鹳雀楼
鹳雀楼，又名鹳鹊楼，因时有鹳雀栖其上而得名。楼阁位于中国山西省运城市永济市蒲州镇，是中国著名的古代楼阁之一，与黄鹤楼、岳阳楼、滕王阁被并称为中国古代四大历史文化名楼（另一说为黄鹤楼、岳阳楼、滕王阁、蓬莱阁），也是四大名楼中唯一一座位于黄河以北的楼阁。
鹳雀楼始建于北周时期，历唐经宋存世约七百余年，于元朝初年在战火中被毁。现存楼体为1997年重建，于2002年重新对游人开放。新建的楼体况高73.9米，四檐三层，是四大名楼中最高的一座。

## 历史
鹳雀楼原址位于山西蒲州（现永济市蒲州镇），为北周时期将军宇文护为抵抗北齐进攻而修建的一座军事戍楼。因为经常有宇之上可直接俯瞰黄河，故鹳雀楼长期以来都不乏历代许多文人登楼吊古抒怀。沈括在《梦溪笔谈》中记述：“河中府鹳雀楼三层，前瞻中条，下瞰大河。唐人留诗者甚多。”。沈括《夢溪筆談》记：“河中府鹳雀楼唐人留诗者甚多，唯李益、王之渙、畅诸三篇能状其景”。
金元光元年（1222年），金兵与元兵争夺蒲州，“焚楼、橹，火照城中。”从此，鹳雀楼毁于战火，只留故基残瓦存世。明初，由于黄河泛滥，故基被淹没，鹳雀楼彻底消失于世间；但鑒於王之涣的诗句使许多人前來凭吊，后人便将蒲州城西门楼当成鹳雀楼，留下许多题咏诗句。不過，這一座新的鸛雀樓卻又在嘉靖年間因為黃河改道而被洪水沖毀。
改革开放后，民间及学术界重建鹳雀楼的呼声愈加响烈。1991年9月27日，全国第六届旅游地学学术研讨会86位专家学者来永济考察，并联名向永济市委市政府提出了重建鹳雀楼的倡议。这一倡议得到了政府支持，后者于次年七月召开了复建方案论证会。1997年12月31日，鹳雀楼复建工程正式动工，并在六年后的2002年9月26日正式落成。
新建楼采用钢筋水泥架构，为仿唐代高台楼阁，楼高73.9米，四檐三层，建筑总面积8222平方米。楼阁通身采用唐代油漆彩画装饰，内部为六层，东西角设有楼梯盘旋而上，每层分主题展示了源远流长的蒲州文化。楼中设有王之涣的青铜塑像，一层悬挂毛泽东手书《登鹳雀楼》，毛泽东生前喜欢手书此诗，现存就有6幅手稿。楼体周边建设了鹳雀楼景区，总占地面积达2.064平方公里。

## 詩作
鹳雀楼由于初唐诗人王之涣脍炙人口的五言絕句而聞名天下。

### 《登鹳雀楼》
白日依山盡，黄河入海流。
欲窮千里目，更上一層樓。

## 衍生
在游戏《黑神话悟空》中，鹳雀楼成为取景地之一。